# Szürkenyakú csicsörke
A szürkenyakú csicsörke vagy fokföldi csicsörke (Serinus canicollis)  a madarak osztályának verébalakúak (Passeriformes) rendjébe és a pintyfélék (Fringillidae) családjába tartozó faj.

## Rendszerezése
A fajt William John Swainson angol ornitológus írta le 1838-ban, a Crithagra nembe Crithagra canicollis néven.

## Alfajai
- Serinus canicollis griseitergum (Clancey, 1967) - Zimbabwe keleti része és Mozambik nyugati része
- Serinus canicollis canicollis (Swainson, 1838) - a Dél-afrikai Köztársaság, Lesotho, Szváziföld és Mozambik déli része [2]

## Előfordulása
Afrika déli részén, a Dél-afrikai Köztársaság, Lesotho, Mozambik, Szváziföld és Zimbabwe területén honos. 
Természetes élőhelyei szubtrópusi és trópusi füves puszták, szavannák és cserjések, valamint szántóföldek és vidéki kertek. Állandó, nem vonuló faj.

## Megjelenése
Testhossza 14 centiméter. Tollazata nagyrészt sárga, nyaka és tarkója szürke.

## Életmódja
Rovarokkal, gyümölcsökkel és magvakkal táplálkozik.

## Szaporodása
Fészekalja 1-5 tojásból áll.

## Természetvédelmi helyzete
Az elterjedési területe nagy, egyedszáma pedig stabil. A Természetvédelmi Világszövetség Vörös listáján nem fenyegetett fajként szerepel.